# Loamneș
Loamneș es una comuna ubicada en el distrito de Sibiu, Rumania.

## Superficie
Posee una superficie de 100,8 kilómetros cuadrados.

## Demografía
Hasta 2021 la población era de 2562 habitantes, con una densidad de población de 25,41 habitantes por kilómetro cuadrado.